# Arribismo
Arribismo describe la pretensión de ser algo que no se es. Este rasgo suele causar el rechazo de sus pares, debido a la negación de sus raíces y a la vez tampoco es bien aceptado por el círculo social al cual se quiere pertenecer, lo que origina una gran frustración y envidia por parte de quien presenta este comportamiento.
Esto no tiene relación con el natural y sano deseo de progresar en la vida, porque el arribismo busca acceder a una clase superior sin importar los medios que se deban utilizar para lograr su felicidad que se basa en estatus y bienes materiales.
La persona, aplicando el principio de "el fin justifica los medios", agota todas las instancias para alcanzar sus objetivos predeterminados y, carente de escrúpulos, no duda en usar medios poco éticos con tal de lograr obtener lo que quiere en la vida, siendo insaciable en su sed de poder.

## Etimología
La palabra arribismo proviene del comportamiento habitual del arribista, y de acuerdo con la Real Academia Española, procede del francés arriviste, que a su vez hace referencia a la persona que progresa en la vida a través de medios rápidos e inescrupulosamente. La palabra arriviste está formada sobre el verbo arriver (llegar). Antes del siglo XIX, tenía el mismo significado que el verbo español “arribar” (llegar la nave a puerto), del latín popular arripare, acceder a la orilla, de ripa, orilla.[cita requerida] Arribismo es también el hecho de creerse más de lo que se es, intentando demostrar lo que se querría ser sin acabar de serlo. Generalmente, esta actitud es mal recibida por el resto, pues la actuación forzada causa rechazo.